# 1733 Silke
1733 Silke је астероид главног астероидног појаса са средњом удаљеношћу од Сунца која износи 2,192 астрономских јединица (АЈ).
Апсолутна магнитуда астероида је 13,0.